# سومین جنگ پونی
جنگ سوم کارتاژ (۱۴۹–۱۴۶ پیش از میلاد) سومین و آخرین جنگ پونی میان مستعمرهٔ فنیقی در کارتاژ و جمهوری روم بود.
این جنگ در محدوده‌ای بسیار کوچکتر از دو جنگ پیشین انجام شد و تنها بر تونس تمرکز داشت. محاصرهٔ کارتاژ منجر به تخریب کامل شهر شد؛ همهٔ آنچه از قلمرو کارتاژ باقی‌مانده بود ضمیمهٔ روم شد و همهٔ مردم کارتاژ کشته یا به بردگی برده شدند. با پایان جنگ سوم کارتاژ، موجودیت مستقل کارتاژ از میان رفت.

## زمینه
در سال‌های میان جنگ‌های دوم و سوم کارتاژ، روم مشغول فتح امپراتوری‌های یونانی در شرق و سرکوب بی‌رحمانهٔ مردم هیسپانیا در غرب بود. کارتاژ که از متحدان و زمین‌هایشان (در سیسیل، ساردنیا و هیسپانیا) محروم شده‌بود، مجبور بود سالانه ۲۰۰ تالنت نقره به مدت ۵۰ سال خراج بپردازد.
به گفتهٔ آپیان سناتور کاتو معمولاً سخنرانی‌های خود را با جملهٔ «و البته من عقیده دارم کارتاژ باید نابود شود» به پایان می‌رساند. سناتور پوبلیوس کورنلیوس مخالف او بود و علاقه‌مند به روشی بود که کارتاژ نابود نشود و همیشه در مناظره‌ها پیروز بود.
در پیمان صلح پایان دومین جنگ کارتاژ مقرر شده‌بود که همهٔ اختلافات مرزی کارتاژ توسط سنای روم داوری شود و کارتاژ پیش از حرکت برای جنگ، به طور صریح نظر روم را جویا شود؛ بنابراین در دورهٔ ۵۰ ساله میان دو جنگ، کارتاژ مجبور بود همهٔ اختلافات مرزی با نومیدیا، که متحد روم بود، را به سنای روم بسپارد و تقریباً در همهٔ موارد به سود نومیدیا تصمیم‌گیری می‌شد.
در ۱۵۱ پیش از میلاد، پرداخت بدهی کارتاژ به روم کامل شد و از نظر کارتاژی‌ها پیمان منقضی شده‌بود. در حالی که رومی‌ها به این پیمان به چشم اعلام تبعیت دائمی کارتاژ از روم می‌نگریستند، همانند پیمان‌هایی که با متحدان ایتالیایی آن بسته بودند. هم‌چنین منقضی شدن خراج، یکی از انگیزه‌های اصلی روم برای حفظ صلح با کارتاژ را از میان می‌برد.
رومی‌ها دلایل دیگری نیز برای فتح کارتاژ و سرزمین‌های باقی‌ماندهٔ آن داشتند. در میانهٔ سدهٔ دوم پیش از میلاد، جمعیت شهر روم حدود ۴۰۰ هزار نفر و در حال افزایش بود. تغذیهٔ این جمعیت رو به رشد تبدیل به چالشی عمده می‌شد. زمین‌های کشاورزی پیرامون کارتاژ بیشترین تولید و بهترین دسترسی را داشتند و شاید ساده‌ترین زمین‌های کشاورزی قابل حصول بودند که هنوز به تصرف روم در نیامده بودند.

## دورهٔ جنگ

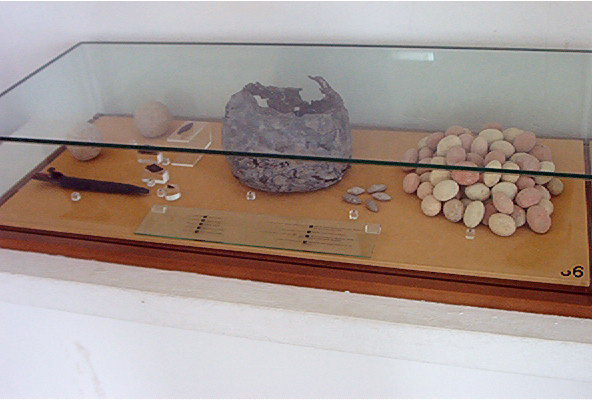
بقایایی از جنگ سوم.

در خلال سال ۱۵۱ پیش از میلاد، نومیدیا حملهٔ ای را به خاک کارتاژ آغاز کرد و شهر اوروسکوپا را محاصره کرد. کارتاژ لشکرش را برای دفع مهاجم نومیدیایی به رهبری هاسدروبال بدون اینکه از روم اجازه بگیرد ارسال کرد. کارتاژ در نبرد شکست خورد و با تمدید پنجاه سالهٔ بدهی به نومیدیا جریمه شد. بلافاصله پس از آن، روم نارضایتی خود را از تصمیم کارتاژ به جنگ با همسایهٔ خود بدون اجازه روم نشان داد و به کارتاژ اعلام کرد که برای جلوگیری از جنگ باید مردم روم را راضی کند.
در سال ۱۴۹، روم به کارتاژ اعلام جنگ کرد. کارتاژی‌ها تلاش‌هایی برای آرام کردن روم کردند و قول گرفتند که اگر سیصد کودک از خانواده‌های توانمند به عنوان اسیر به روم بفرستند، کارتاژی‌ها حقوق، زمین‌ها و دولت خود را حفظ خواهند کرد. پس از اجرای این شرایط، شهر اوتیک که متحد کارتاژ بود، تسلیم روم شد و ارتش ۸۰ هزار نفری رومیان در آن شهر مستقر شد. کنسول‌ها از کارتاژ درخواست کردند که بدون جنگ خلع سلاح شوند. پس از پذیرش این شرط، روم درخواست کرد که کارتاژی‌ها ۱۶ کیلومتر به سوی خشکی منتقل شوند و شهر باید سوزانده شود. پس از شنیدن این درخواست، کارتاژی‌ها مذاکرات را رها کردند و بلافاصله شهر محاصره شد.
پس از فرود آمدن بخش اصلی ارتش روم در اوتیک، مانیوس مانیلیوس و لوسیوس مارسیوس سنسوریوس حملهٔ دوجانبه‌ای را به کارتاژ ترتیب دادند، ولی این حمله توسط سرداران کارتاژی هاسدروبال و هیمیلکو دفع شد. دستهٔ سنسوریوس هنگام جمع‌آوری چوب در نزدیکی دریاچهٔ تونس توسط سواران کارتاژی غافلگیر شد و بیش از ۵۰۰ نیرو را از دست داد. فاجعهٔ بدتر برای رومیان هنگامی بود که ناوگانشان توسط کشتی‌های آتش رها شده توسط کارتاژی‌ها شعله‌ور شد. پس از شکست سخت ارتش روم در نفریس، کالپورنیوس پیسو در ۱۴۹ جایگزین مانیلیوس شد. در پاییز ۱۴۸، پیسو هنگام تلاش برای حمله به شهر آسپیس شکست خورد. او هیپاگرتا را نیز محاصره کرد، ولی ارتش او تا زمستان نتوانست کارتاژی‌ها را شکست دهد و وادار به عقب‌نشینی شد. پس از رسیدن خبر این شکست‌ها به روم، سیپیو جانشین او شد. دخالت سیپیو آمیلیانوس موجب نجات چهار گروه به دام افتاده در یک درهٔ عمیق شد. نفریس در زمستان ۱۴۷ یا ۱۴۶ به دست سیپیو سقوط کرد.
کارتاژی‌ها محاصرهٔ شهر را از ۱۴۹ تا بهار ۱۴۶ تحمل کردند و پس از سه سال، سیپیو شهر را تصرف کرد. علی‌رغم مقاومت سرسختانهٔ شهروندان کارتاژی، آنها به تدریج توسط ارتش بی‌شمار روم عقب رانده شدند و از بین رفتند.

## پس از جنگ

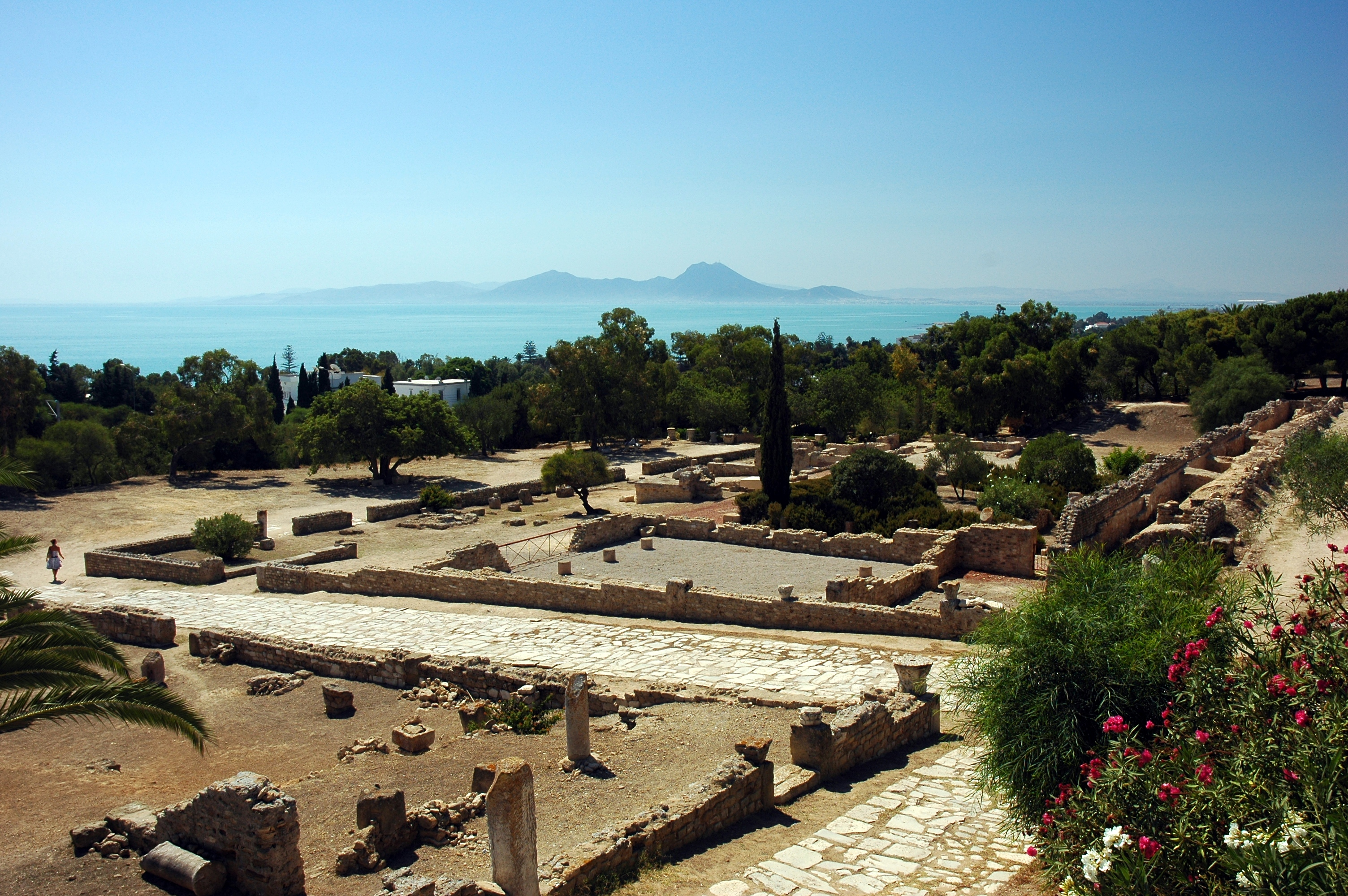
خرابه‌های کارتاژ

در اواخر محاصره، بسیاری از کارتاژی‌ها به دلیل گرسنگی مردند و بسیاری نیز در شش روز پایانی جنگ کشته شدند. پس از پایان جنگ، ۵۰ هزار کارتاژی باقی‌مانده، توسط فاتحان به بردگی فروخته شدند. کارتاژ برای ۱۷ روز در آتش سوخت؛ دیوارها و ساختمان‌های شهر کاملاً تخریب شدند. سرزمین‌های باقی‌ماندهٔ کارتاژ، ضمیمهٔ روم شدند و استان رومی آفریقا تشکیل شد.
اسناد معاصر جنگ نشان می‌دهند که زمین‌های پیرامون کارتاژ، زمین عمومی اعلام شدند و میان کشاورزان محلی، رومی و ایتالیایی تقسیم شدند. شمال آفریقا به منبع حیاتی غلات روم تبدیل شد. کارتاژ رومی بارانداز اصلی برای ارسال این منابع به پایتخت بود.
شمار زیادی از شهرهای کارتاژی توسط رومیان تصرف و بازسازی شدند. نمونه‌هایی از این شهرها، ولوبیلیس، شلاه و مگادور بودند. ولوبیلیس یکی از شهرهای مهم رومی بود که در منتهای غربی فتوحات روم قرار داشت. اوتیک نیز به عنوان مرکز استان رومی آفریقا انتخاب شد.